# فرانتس گرهارد وگلر
فرانتس گِرهارد وِگلِر (به آلمانی: Franz Gerhard Wegeler) (زادهٔ ۲۲ اوت ۱۷۶۵ – درگذشتهٔ ۷ مهٔ ۱۸۴۷) پزشک و زندگی‌نامه‌نویس اهل آلمان و از دوستان دوران کودکیِ لودویگ فان بتهوون، آهنگساز بزرگ بود.
پسرش، یولیوس اشتفان وِگلِر ‏(۱۸۰۷–۱۸۸۳) تاریخ‌نگار بود.

## زندگی‌نامه
فرانتس گِرهارد وِگلِر تحصیلات دانشگاهی‌اش را در دانشگاه‌های بن و وین گذراند. پس از اتمام تحصیلاتش در اتریش، به بن بازگشت و از سال ۱۷۸۹ در آنجا به تدریس پزشکی قانونی و پزشکی زایمان اشتغال داشت. در سال ۱۷۹۴، در جریانِ جنگ‌های انقلاب فرانسه، از بن فرار کرد و به وین بازگردانده شد. در آنجا دوستی او با بتهوون ادامه یافت. وِگلِر، پس از گذراندن دو سال در وین، به‌عنوان مربی و پزشک عمومی به بن بازگشت.
در سال ۱۸۰۷ به کوبلنتس نقل‌مکان کرد و در آنجا به خدمات اجتماعیِ پروس پیوست و چندین نشانِ معتبر هم به‌دست آورد.

## وگلر و تدوین زندگی‌نامهٔ بتهوون
وِگلِر فراماسون بود. بتهوون با او دربارهٔ موسیقیِ خود ارتباط برقرار کرد.
دکتر وِگلِرِ باهوش، به خاطر زندگی‌نامه‌ای که در سال ۱۸۳۸، یعنی ۱۱ سال پس از درگذشتِ بتهوون، با همکاریِ فردیناند ریس منتشر کرد، در دنیای موسیقی‌شناسی نیز معروف است. تاریخ‌نگاران، این خاطرات را منبعی مهم و قابل اعتماد دربارهٔ زندگی آهنگساز بزرگ می‌دانند.